# 科罗拉多河蜥蜴
科罗拉多河蜥蜴（英语：Colorado River Lizards）又称河恐龙（River Dinos）、河蜥蜴（River Lizards)、草原恶魔（Prairie Devils）与迷你雷克斯（Mini Rexes），是一种传闻出没于美国科罗拉多州的小型“恐龙”。

## 历史
《North American BioFortean Review》曾记录一张猎人持枪猎杀活恐龙照片，但这张照片通常被认为是一个骗局，所谓的恐龙只是模型。
科罗拉多州帕戈萨斯普林斯的居民默特尔·斯诺（Myrtle Snow）在20世纪30年代曾5次目击过小型双足恐龙。
2001年，目击者Shannon Ystesund在科罗拉多州Yellow Jacket目击一只高3英尺（0.9米）、长5英尺（1.5米）的双足恐龙，并将此目击报告给长期调查北美活恐龙的神秘动物学家Nick Sucik。